# 少毛冷水花
少毛冷水花（学名：Pilea umbrosa var. obesa）为荨麻科冷水花属下的一个变种。

## 扩展阅读
- 維基物種上的相關：少毛冷水花